# Jesionowiec
Jesionowiec (deutsch Jeschonowitz, 1930 bis 1945 Eschenwalde) ist ein Dorf in der polnischen Woiwodschaft Ermland-Masuren. Es gehört zur Gmina Wielbark (Stadt- und Landgemeinde Willenberg) im Powiat Szczycieński (Kreis Ortelsburg).

## Geographische Lage
Jesionowiec liegt in der südlichen Mitte der Woiwodschaft Ermland-Masuren, 13 Kilometer südlich der Kreisstadt Szczytno (deutsch Ortelsburg).

## Geschichte
Wie bei den Nachbardörfern Nowojowitz (1934 bis 1945 Neuenwalde, polnisch Nowojowiec) und Kollodzeygrund (1933 bis 1945 Radegrund, polnisch Kołodziejowy Grąd) wurde das damalige Jeschonowietz im Zuge von Entwässerungsmaßnahmen im Schiemaner Bruch gegründet. Der König genehmigte das Projekt am 9. Juli 1786, und es wurde schon zeitgleich mit der Kabinettsordre vom 18. September 1787 umgesetzt. Das Problem der oftmaligen Überschwemmungen blieb allerdings bis in das 20. Jahrhundert hinein und konnte durchgreifend erst in den 1930er Jahren behoben werden.
1874 wurde Jeschonowitz in den neu errichteten Amtsbezirk Kannwiesen (polnisch Chwalibogi, heute nicht mehr existent) im ostpreußischen Kreis Ortelsburg eingegliedert, zu dem es bis 1945 gehörte. Am 1. Dezember 1910 zählte Jeschonowitz 274 Einwohner.
Aufgrund der Bestimmungen des Versailler Vertrags stimmte die Bevölkerung in den Volksabstimmungen in Ost- und Westpreussen am 11. Juli 1920 über die weitere staatliche Zugehörigkeit zu Ostpreußen (und damit zu Deutschland) oder den Anschluss an Polen ab. In Jeschonowitz stimmten 187 Einwohner für den Verbleib bei Ostpreußen, auf Polen entfielen keine Stimmen.
Am 6. September 1930 wurde Jeschonowitz in „Eschenwalde“ umbenannt. Die Einwohnerzahl belief sich 1933 auf 256 und stieg bis 1939 auf 276.
Als 1945 in Kriegsfolge das gesamte südliche Ostpreußen an Polen überstellt wurde, war auch Eschenwalde davon betroffen. Das Dorf erhielt die polnische Namensform „Jesionowiec“ und ist heute mit dem Sitz eines Schulzenamtes (polnisch Sołectwo) eine Ortschaft im Verbund der Stadt- und Landgemeinde Wielbark (Willenberg) im Powiat Szczycieński, bis 1998 der Woiwodschaft Olsztyn, seither der Woiwodschaft Ermland-Masuren zugehörig.

## Kirche
Jeschonowitz resp. Eschenwalde war kirchlich bis 1945 nach Willenberg ausgerichtet: zur dortigen evangelischen Kirche in der Kirchenprovinz Ostpreußen der Kirche der Altpreußischen Union sowie zur römisch-katholischen Pfarrkirche in der Stadt, die damals dem Bistum Ermland zugeordnet war.
Heute gehört Jesionowiec wieder zur katholischen Pfarrei in Wielbark, die nun dem Erzbistum Ermland zugeordnet ist. Die evangelischen Einwohner orientieren sich zur Kirche in Szczytno (Ortelsburg) in der Diözese Masuren der Evangelisch-Augsburgischen Kirche in Polen.

## Schule
Die Dorfschule wurde in der Zeit des Königs Friedrich Wilhelm III. gegründet und erhielt 1932 einen modernen Neubau.

## Verkehr
Jesionowiec liegt östlich der polnischen Landesstraße 57 (einstige deutsche Reichsstraße 128) an einer Nebenstraße, die zwei Kilometer nördlich der Stadt Wielbark abzweigt und über Kołodziejowy Grąd (Kollodzeygrund, 1933 bis 1945 Radegrund) nach Zabiele (Sabiellen, 1938 bis 1945 Hellengrund) führt.
Das Dorf ist Bahnstation an der Bahnstrecke Ostrołęka–Szczytno, die derzeit allerdings nicht regulär befahren wird.